# Erich Rothacker
Erich Rothacker (Pforzheim, 12 marzo 1888 – Bonn, 10 agosto 1965) è stato un filosofo e storico della filosofia tedesco.
È stato professore di filosofia a Heidelberg dal 1926 e a Bonn dal 1928. Nel 1955 fondò l'«Archiv für Begriffsgeschichte». 

## Opere
- Introduzione alle scienze dello spirito, 1920
- Logica e sistematica delle scienza dello spirito, 1926
- Filosofia della storia, 1934
- Uomo e storia, 1944
- Problemi dell'antropologia culturale, 1942
- Antropologia filosofica, 1964